# HV71 2008/2009
Elitseriesäsongen 2008/2009 var HV71:s 25:e säsong i Elitserien i ishockey. HV71 försökte försvara sitt SM-guld samt försökte vinna serien igen likt föregående säsong. Under säsongen spelade laget även i Nordic Trophy och i Champions Hockey League.
Säsongen började redan i augusti med den svensk-finska turneringen, Nordic Trophy, där HV71 slutade på en femte plats efter vinst mot Färjestads BK. Efter Nordic Trophy spelade man en match mot HockeyAllsvenska laget Malmö Redhawks. I premiären spelade HV71 hemma mot Frölunda HC, där man vann med 6-2. Under de 16 första elitseriematcherna hade HV71 aldrig gjort det första målet i matchen. Fram till och med den 12 omgången hade försvararen, Per Gustafsson, ledningen i ligans skytteligaliga (6 st mål), innan det senare övertogs. Laget slutade totalt på en fjärde plats i serien.
8 oktober spelades den första matchen i Champions Hockey League. HV71 tog emot SC Bern hemma i Kinnarps Arena och det slutade med seger, 6-2. Gruppspelsmatcherna pågår mellan oktober och december. Efter gruppespelet slutade HV71 på en andra plats, och lyckades inte kvalificera sig till semifinalen.
1 november satte anfallaren, tillika HV71:s lagkapten, Johan Davidsson, klubbrekord i flest gjorda mål där han noterades för sitt 130:e mål i HV-tröjan. Därmed slog han ett 13-årigt klubbrekord som erhölls av HV-profilen, Owe Thörnberg. Färjestads BK stod för motståndet.

## Silly season
28 april: Backen Per Gustafsson och forwarden Johan Lindström förlänger sina kontrakt med HV71 i ytterligare ett år. Försvararen Lance Ward och centern Jari Kauppila lämnar klubben för spel i Tyskland respektive Finland.
5 maj: Centern Yared Hagos skriver ett ettårskontrakt med klubben och blir därmed HV71:s första nyförvärv inför säsongen 2008/2009.
8 maj: Försvararen Johan Åkerman meddelar att han lämnar HV71 för spel i Ryska ligan för Lokomotiv Yaroslav.
9 maj: Nicholas Angell skriver ett ettårskontrakt. På grund av svenska skatteregler får Angell inte ansluta till HV71 förrän i oktober.
19 maj: HV71 signerar kontrakt med utvecklingsspelarna Henrik Eriksson, Simon Önerud, David Ullström och målvakten Christoffer Bengtsberg på ett år.
19 juni: Nästa nyförvärv blev Kim Staal från Linköpings HC.
21 juni: Juniorspelaren Mattias Tedenby blir draftad av NHL-laget New Jersey Devils.
1 juli: De båda forwarderna Per Ledin och Andreas Jämtin lämnar klubben efter att ha utnyttjat sig av sin "NHL-biljett" och skrivit kontrakt med Colorado Avalanche respektive New York Rangers.
8 juli: HV71 signerade ett ettårskontrakt med anfallaren Teemu Laine.
22 juli: David Fredriksson fick ett förnyat kontrakt som sträcker sig ett år framöver.

## Försäsong
HV71 börjar försäsongen med spel i den svensk-finska turneringen Nordic Trophy, med totalt nio matcher plus eventuellt en finalplats, mellan  7 augusti och 2 september 2008. Innan den ordinarie elitseriesäsongen börjar 15 september, spelar HV71 en träningsmatch mot det Allsvenska laget Malmö Redhawks i Malmö.

## Nordic Trophy

### Ställning
|    | Nordic Trophy  | Ma | V | F | O | ÖV | ÖF | Str. vinst | Str. förlust | GM | IM | Poäng |
| -- | -------------- | -- | - | - | - | -- | -- | ---------- | ------------ | -- | -- | ----- |
| 1  | Linköpings HC  | 9  | 7 | 2 | 0 | 0  | 0  | 0          | 0            | 31 | 19 | 14    |
| 2  | Frölunda HC    | 9  | 7 | 2 | 0 | 0  | 0  | 0          | 0            | 25 | 18 | 14    |
| 3  | Djurgårdens IF | 9  | 6 | 3 | 0 | 0  | 0  | 0          | 0            | 33 | 23 | 12    |
| 4  | HIFK           | 9  | 4 | 3 | 2 | 0  | 0  | 2          | 0            | 30 | 26 | 12    |
| 5  | Kärpät         | 9  | 5 | 4 | 0 | 0  | 0  | 0          | 0            | 20 | 17 | 10    |
| 6  | TPS            | 9  | 3 | 5 | 1 | 0  | 0  | 1          | 0            | 18 | 29 | 8     |
| 7  | Färjestads BK  | 9  | 3 | 5 | 1 | 0  | 0  | 0          | 1            | 22 | 27 | 7     |
| 8  | HV71           | 9  | 3 | 6 | 0 | 0  | 0  | 0          | 0            | 19 | 25 | 6     |
| 9  | Jokerit        | 9  | 2 | 6 | 1 | 0  | 0  | 0          | 1            | 24 | 29 | 5     |
| 10 | Tappara        | 9  | 2 | 6 | 1 | 0  | 0  | 0          | 1            | 21 | 30 | 5     |

### Slutspel
HV71 slutade på en åttonde plats i Nordic Trophy. De fick därför spela semifinal om som bäst femte plats, där motståndet blev Kärpät. Med en vinst över det finska laget tog sig HV71 sig till final mot Färjestads BK och vann. Därmed slutade HV71 på en femte plats i Nordic Trophy.

## Elitserien 2008/2009
| Elitserien i ishockey | SM | V  | F  | O  | ÖTV | ÖTF | GM  | IM  | Målskillnad | Poäng |
| --------------------- | -- | -- | -- | -- | --- | --- | --- | --- | ----------- | ----- |
| y-Färjestads BK       | 55 | 30 | 8  | 17 | 1   | 3   | 158 | 122 | +36         | 99    |
| x-Linköpings HC       | 55 | 26 | 13 | 16 | 1   | 4   | 166 | 152 | +14         | 92    |
| x-Frölunda HC         | 55 | 25 | 10 | 20 | 6   | 2   | 144 | 130 | +14         | 91    |
| x-HV71                | 55 | 22 | 20 | 13 | 4   | 7   | 160 | 144 | +16         | 90    |
| x-Luleå HF            | 55 | 26 | 9  | 20 | 0   | 6   | 149 | 136 | +13         | 87    |
| x-Skellefteå AIK      | 55 | 21 | 12 | 22 | 5   | 4   | 149 | 141 | +8          | 80    |
| x-Brynäs IF           | 55 | 21 | 12 | 22 | 4   | 2   | 128 | 140 | -12         | 79    |
| x-Timrå IK            | 55 | 19 | 12 | 24 | 7   | 1   | 152 | 142 | +10         | 76    |
|                       |    |    |    |    |     |     |     |     |             |       |
| e-MODO Hockey         | 55 | 20 | 8  | 27 | 4   | 2   | 153 | 177 | -24         | 72    |
| e-Djurgårdens IF      | 55 | 17 | 15 | 23 | 5   | 2   | 149 | 155 | -6          | 71    |
|                       |    |    |    |    |     |     |     |     |             |       |
| r-Rögle BK            | 55 | 18 | 12 | 25 | 1   | 7   | 152 | 178 | -26         | 67    |
| r-Södertälje SK       | 55 | 12 | 15 | 28 | 5   | 3   | 122 | 165 | -43         | 56    |

SM = Spelade matcher; V = Vinst; F = Förluster; O = Oavgjorda; ÖTV = Övertidsvinst; ÖTF = Övertidsförlust; GM = Gjorda mål; IM = Insläppta mål; Poäng = Antalet poäng
Uppdaterat 28 februari 2009
Källa: Hockeyligan.se

## Slutspel
HV71 avslutade säsongen som fjärde lag och ställdes mot det kvarvarande laget i lottningen, åttondeseedade Timrå IK, efter att de tre första lagen valt sina motståndare.

### Spelarstatistik

#### Utespelare
Noteringar: SM = Spelade matcher; M = Mål; A = Assist; Pts = Poäng; +/- = Plus/minus-statistik; UTV = Utvisningsminuter
Grundserie
| Spelare           | SM | M  | A  | Pts | +/- | UTV |
| ----------------- | -- | -- | -- | --- | --- | --- |
| Johan Davidsson   | 55 | 13 | 37 | 50  | 2   | 24  |
| Jukka Voutilainen | 52 | 17 | 30 | 47  | 9   | 63  |
| Björn Melin       | 53 | 8  | 31 | 39  | 15  | 42  |
| Martin Thörnberg  | 51 | 27 | 11 | 38  | 7   | 88  |
| Kris Beech        | 45 | 17 | 17 | 34  | 10  | 106 |
| Pasi Puistola     | 54 | 6  | 25 | 31  | 1   | 52  |
| Teemu Laine       | 55 | 14 | 15 | 29  | 13  | 90  |
| David Petrasek    | 52 | 6  | 22 | 28  | 2   | 91  |
| Per Gustafsson    | 49 | 9  | 18 | 27  | -7  | 42  |
| Mikko Luoma       | 54 | 5  | 16 | 21  | 2   | 58  |

Uppdaterat efter grundserien
Slutspel
| Spelare           | SM | M  | A  | Pts | +/- | UTV |
| ----------------- | -- | -- | -- | --- | --- | --- |
| Martin Thörnberg  | 18 | 10 | 3  | 13  | 4   | 29  |
| Björn Melin       | 18 | 5  | 8  | 13  | 3   | 2   |
| Jukka Voutilainen | 18 | 4  | 8  | 12  | 7   | 8   |
| Andreas Falk      | 18 | 4  | 7  | 11  | 8   | 16  |
| Mikko Luoma       | 18 | 3  | 8  | 11  | 6   | 14  |
| Johan Davidsson   | 14 | 3  | 7  | 10  | 6   | 2   |
| David Petrasek    | 12 | 0  | 10 | 10  | 6   | 30  |
| Mattias Tedenby   | 18 | 6  | 3  | 9   | 8   | 6   |
| Pasi Puistola     | 18 | 1  | 7  | 8   | 6   | 20  |
| Nicholas Angell   | 18 | 2  | 5  | 7   | 6   | 16  |

Uppdaterat efter slutspelet

#### Målvakter
Noteringar: SM = Spelade matcher; TOI = Istid (minuter); V = Vinst; F = Förlust; O = Oavgjort; ÖTV = Övertidsvinst; ÖTF = Övertidsförlust; GA = Insläppta mål; SO = Hållit nollan; Sv% = Räddningsprocent; GAA = Insläppta mål i genomsnitt
Grundserie
| Spelare                | SM | TOI  | V  | F | O | ÖTV | ÖTF | GA | SO | Sv%  | GAA  |
| ---------------------- | -- | ---- | -- | - | - | --- | --- | -- | -- | ---- | ---- |
| Christoffer Bengtsberg | 1  | 60   | 1  | 0 | 0 | 0   | 0   | 2  | 0  | .931 | 2.00 |
| Andreas Andersson      | 21 | 1214 | 6  | 3 | 4 | 3   | 3   | 51 | 0  | .910 | 2.52 |
| Stefan Liv             | 34 | 2001 | 15 | 9 | 6 | 1   | 4   | 86 | 1  | .911 | 2.58 |

Uppdaterat efter grundserien
Slutspel
| Spelare    | SM | TOI  | V | F | O | ÖTV | ÖTF | GA | SO | Sv%  | GAA  |
| ---------- | -- | ---- | - | - | - | --- | --- | -- | -- | ---- | ---- |
| Stefan Liv | 18 | 1111 | 8 | 5 | 0 | 1   | 3   | 35 | 1  | .936 | 1.89 |

Uppdaterat efter slutspelet

## Champions Hockey League
HV71 spelar i grupp B under CHL. Hemmamatcherna kommer att spelas 8 oktober respektive 3 december.

### Group B ställning
| Lag            | Ma | V | OTV | OTF | F | GM | IM | PTS |
| -------------- | -- | - | --- | --- | - | -- | -- | --- |
| x- Espoo Blues | 4  | 4 | 0   | 0   | 0 | 13 | 4  | 12  |
| e- HV71        | 4  | 1 | 0   | 0   | 3 | 13 | 18 | 3   |
| e- SC Bern     | 4  | 1 | 0   | 0   | 3 | 11 | 15 | 3   |

x - vidare till slutspel, e - eliminerade från slutspel

## Transaktioner
| Nyförvärv till HV71 | Nyförvärv till HV71 | Nyförvärv till HV71 |
| ------------------- | ------------------- | ------------------- |
| Spelare             | Tidigare klubb      | Kontrakterad        |
| Teemu Laine         | HC TPS              | 1 år                |
| Kim Staal           | Linköpings HC       | 1 år                |
| Nicholas Angell     | Brynäs IF           | 1 år                |
| Yared Hagos         | Mora IK             | 1 år                |
| Veli-Pekka Laitinen | HPK                 | 7 veckor            |
| Kris Beech          | Pittsburgh Penguins | 1 år                |
| Kamil Piroš         | Kölner Haie         | 12 veckor           |
| Johan Björk         | Malmö Redhawks      | 12 veckor           |

| Lämnar HV71    | Lämnar HV71         |
| -------------- | ------------------- |
| Spelare        | Nytt lag            |
| Per Ledin      | Colorado Avalanche  |
| Andreas Jämtin | New York Rangers    |
| Johan Åkerman  | Lokomotiv Jaroslavl |
| Eric Johansson | Leksands IF         |
| Jari Kauppila  | Pelicans            |
| Lance Ward     | Frankfurt Lions     |

| Lämnar HV71 under säsongen | Lämnar HV71 under säsongen | Lämnar HV71 under säsongen |
| -------------------------- | -------------------------- | -------------------------- |
| Spelare                    | Nytt lag                   | Datum                      |
| Veli-Pekka Laitinen        | HPK                        | 9 november                 |
| Yared Hagos                | Södertälje SK              | 11 januari                 |

## Laguppställning

### Vanligaste startfemman
| Land | Nr | Pos. | Namn        |
| ---- | -- | ---- | ----------- |
| SWE  | 1  | MV   | Liv         |
| SWE  | 22 | VB   | Petrasek    |
| FIN  | 21 | HB   | Puistola    |
| SWE  | 10 | VY   | Thörnberg   |
| SWE  | 76 | C    | Davidsson   |
| FIN  | 39 | HY   | Voutilainen |

Senast uppdaterad: 30 december 2008

## NHL-draft
Följande HV71-spelare ingick i NHL-draften 2009.
| Runda | Nr  | Spelare       | Position | Draftlag          |
| ----- | --- | ------------- | -------- | ----------------- |
| 7     | 210 | Adam Almquist | B        | Detroit Red Wings |